# Saint-Victor (Allier)
Saint-Victor ist eine französische Gemeinde im Département Allier mit 2078 Einwohnern (Stand: 1. Januar 2022) in der  Region Auvergne-Rhône-Alpes. Sie gehört zum Arrondissement Montluçon und zum Kanton Montluçon-1. Die Einwohner werden Saint-Victorien(ne)s genannt.

## Geographie
Saint-Victor liegt etwa 78 Kilometer nordwestlich von Clermont-Ferrand am Cher.

### Nachbargemeinden
Umgeben ist Saint-Victor von den Nachbargemeinden Vaux im Norden und Nordwesten, Estivareilles im Norden und Nordosten, Verneix im Osten, Saint-Angel im Südosten, Désertines im Süden und Südosten, Montluçon im Süden sowie Domérat im Westen und Südwesten. 

## Bevölkerungsentwicklung
| Jahr      | 1962 | 1968 | 1975 | 1982 | 1990 | 1999 | 2006 | 2012 | 2018 |
| Einwohner | 1085 | 1071 | 1047 | 1332 | 1752 | 1957 | 2010 | 2075 | 2083 |

## Wirtschaft und Infrastruktur
Im Süden der Gemeinde verläuft die Route nationale 145, die hier in die Autoroute A714 übergeht.

## Sehenswürdigkeiten
- Kirche Saint-Victor aus dem 15. Jahrhundert

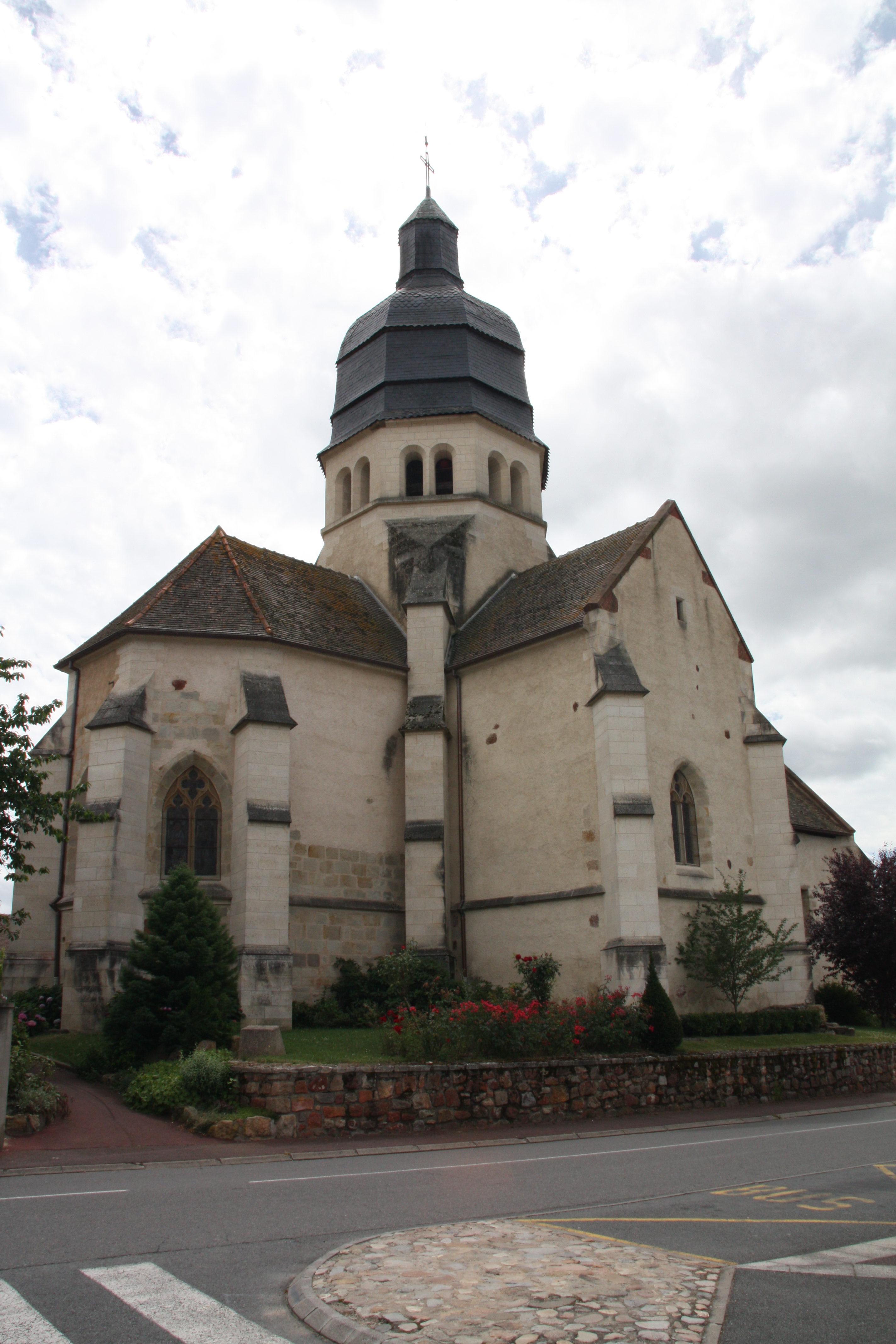
Kirche Saint-Victor

- Schloss Passat
- Schloss Thizon

## Persönlichkeiten
Jean Quinaud (1886–1914), einer der Märtyrer von Vingré